# Ariadna
Ariadna (gr. Ἀριάδνη Ariádnē, łac. Ariadne) – w mitologii greckiej córka króla Krety Minosa i Pazyfae, która pomogła Tezeuszowi wydostać się z labiryntu. Kłębek nici, którą rozwijał, chodząc po Labiryncie, ułatwił mu znalezienie drogi powrotnej. Stąd popularny związek frazeologiczny – nić Ariadny.
Tezeusz, po zabiciu Minotaura wracając do Aten, zabrał ze sobą Ariadnę, którą obiecał poślubić, lecz po drodze pozostawił ją na wyspie Naksos, z rozkazu Dionizosa, który pragnął ją pojąć za żonę.
Inna wersja mitu podaje, że Tezeusz porzucił Ariadnę podczas snu na tejże wyspie ponieważ znudziła mu się. Dionizos, przejeżdżając ze swoim orszakiem, zobaczył ją śpiącą i zakochał się w niej od pierwszego wejrzenia. Zabrał ją ze sobą na Olimp i pojął za żonę. Jako dar ślubny ofiarował jej wykonany przez Hefajstosa złoty diadem, który później stał się konstelacją niebieską zwaną Koroną Północną.
Historię Ariadny, podobnie, jak miało to miejsce w przypadku wielu innych mitów, wykorzystali również twórcy opery, m.in.: Claudio Monteverdi, Nicola Porpora oraz Richard Strauss. Natomiast opera Dariusa Milhauda Porzucenie Ariadny jest jedną z najkrótszych w historii. Jednym z przedstawień rzeźbiarskich królewny jest dzieło Śpiąca Ariadna.